# Sérénade (Biber)
Pour les articles homonymes, voir Sérénade.
La Sérénade composée par Heinrich Biber pour quatre instruments à cordes et basse continue est une suite de six pièces dansées ou pièces de caractère. Cette suite, présentant diverses innovations de jeu pour les cordes, caractéristiques de leur auteur, a été intégrée dans le catalogue de ses œuvres établi par le musicologue américain Eric Thomas Chafe sous la référence C.75.
Les musicologues s'accordent sur la composition de cette Sérénade, à la cour d'Olmutz ou de Kroměříž, dès 1670.

## Structure
La Sérénade est composée de six mouvements, toujours en do majeur :
1. Serenada & Adagio —
2. Allamanda —
3. Aria — noté  , correspondant à un mouvement à
4. Ciacona — noté  , correspondant à un mouvement à
5. Gavotte —
6. Retirada —

## Présentation

### Instrumentation
L'œuvre, composée pour instruments à cordes et basse continue, présente un ensemble différent du quatuor à cordes moderne, qui n'est pas encore fixé dans les années 1670 : on trouve donc deux violons, notés en clef de sol et deux altos, notés en clef d'ut 3e et en clef d'ut 4e — ce dernier instrument pouvant être un violoncelle, mais dont la tessiture ne descend jamais plus bas que la 4e corde de l'alto. La basse continue est traditionnellement confiée au clavecin.

### Caractéristiques
La Sérénade porte parfois, en sous-titre, l'indication « Der Nachtwächter » (le veilleur de nuit). En effet, la Ciacona renonce à la basse continue, et propose une ligne de chant pour voix de basse sur un air de ronde très ancien, présent dans un recueil de musique de Bohême dès 1531. Le veilleur de nuit intervient à deux reprises, annonçant la neuvième puis la dixième heure de la nuit :
| « Lost Ihr Herrn und lasst euch sagn Der Hammer der hat neyne gschlagn, Hüets Feyer, hüets wohl, Undt lobet Gott den Herrn, Undt unsre liebe Frau. » | Oyez tous en vos demeures, la cloche a sonné neuf heures. Tenez-vous blottis près du feu, Et louez notre Seigneur Et notre Dame bien-aimée. |

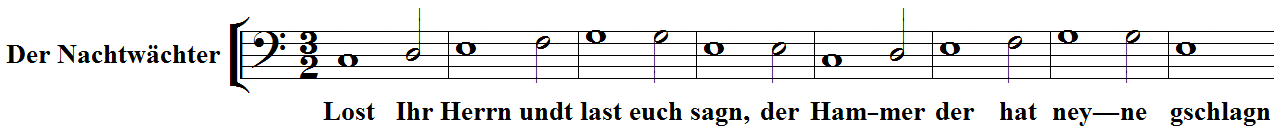
Premières mesures du chant du Veilleur de nuit.

Cette évocation, où ne manque pas une allusion à la vierge Marie dans un royaume catholique en pleine Contre-Réforme, anticipe sur des scènes d'opéra, à l'acte II des Meistersinger von Nürnberg (1868) de Wagner — où l'intervention du veilleur de nuit relève de la comédie — et à l'acte III du Doktor Faust (1924) de Busoni, dans une ambiance de tragédie.
La pièce est également remarquable par l'emploi du pizzicato : longtemps avant le Scherzettino de Sylvia de Delibes (1876) ou le 4e mouvement, Allegretto pizzicato, du 4e Quatuor à cordes de Bartók (1928), cette Ciacona est entièrement interprétée en pizzicato. Or, le terme italien n'étant pas encore établi, Biber note « ohne Bogen » (sans l'archet) et « Testudini » (avec les doigts) sur la partition. Le compositeur lui-même décrit la scène ainsi : 

« Dans la chaconne, le veilleur de nuit arrive, comme c'est la coutume partout ici de nos jours, pour dire l'heure à haute voix. Et les autres instruments sont tous joués sans archet, comme on fait pour le luth. »

La Gavotte qui suit alterne encore des sections où les mêmes notes sont jouées « mit dem Bogen » et « ohne Bogen », avec « un résultat du plus bel effet ».

### Édition moderne
- (de) Paul Nettl, Serenada für fünf Streichinstrumente (Nachtwächter-Bass) und Cembalo, Cassel, Schott, coll. « Nagels-Musik Archiv » (no 112), 1934, 12 p.

### Ouvrages spécialisés
- (en) Eric Thomas Chafe, The Church Music of Heinrich Biber, Ann Arbor, UMI Research Press, coll. « Studies in musicology » (no 95), 1987, 305 p. (ISBN 0-8357-1770-4, OCLC 15053153)